# Hans Leonhard Schäufelein

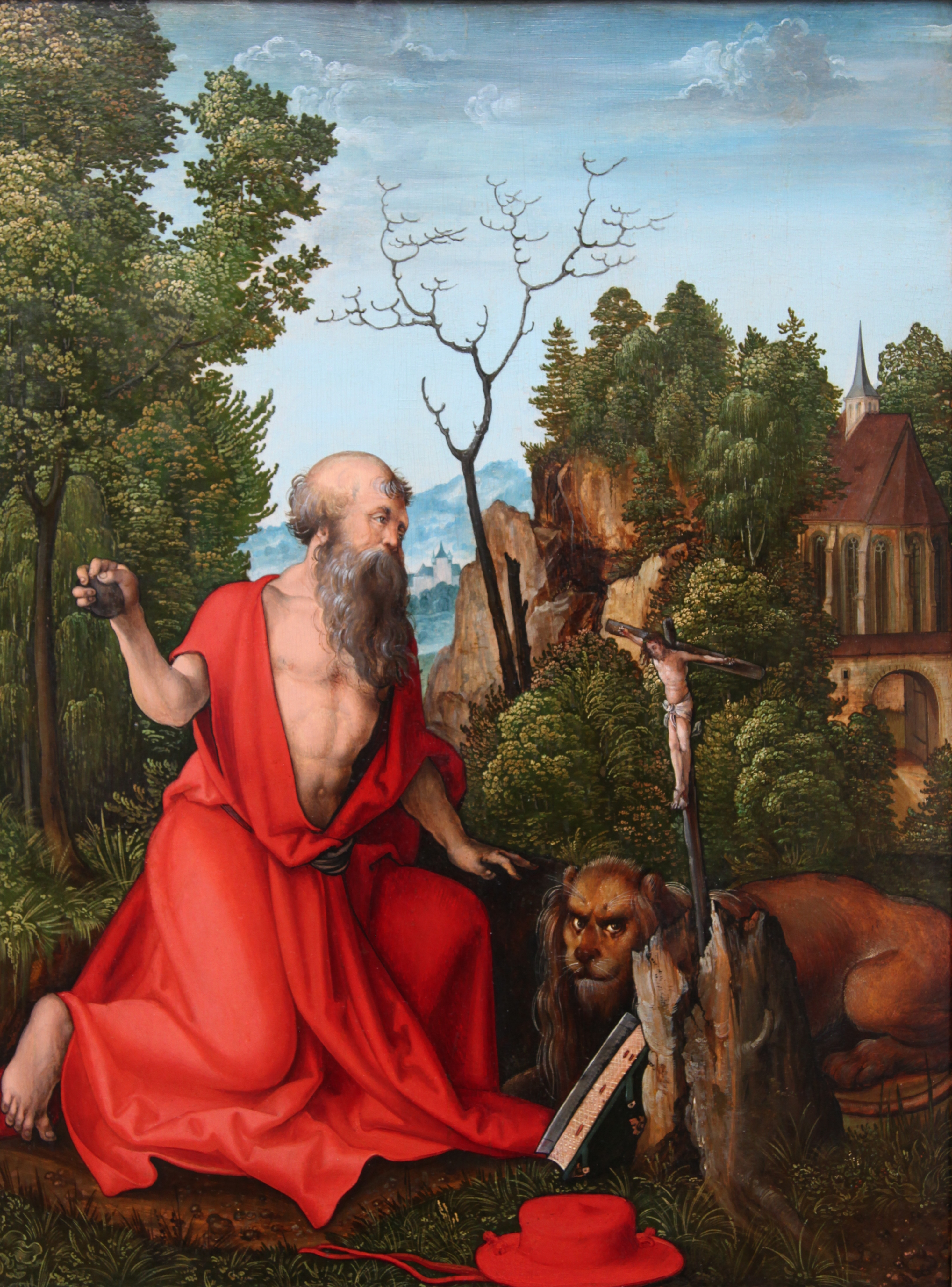
Św. Hieronim (1504-5)

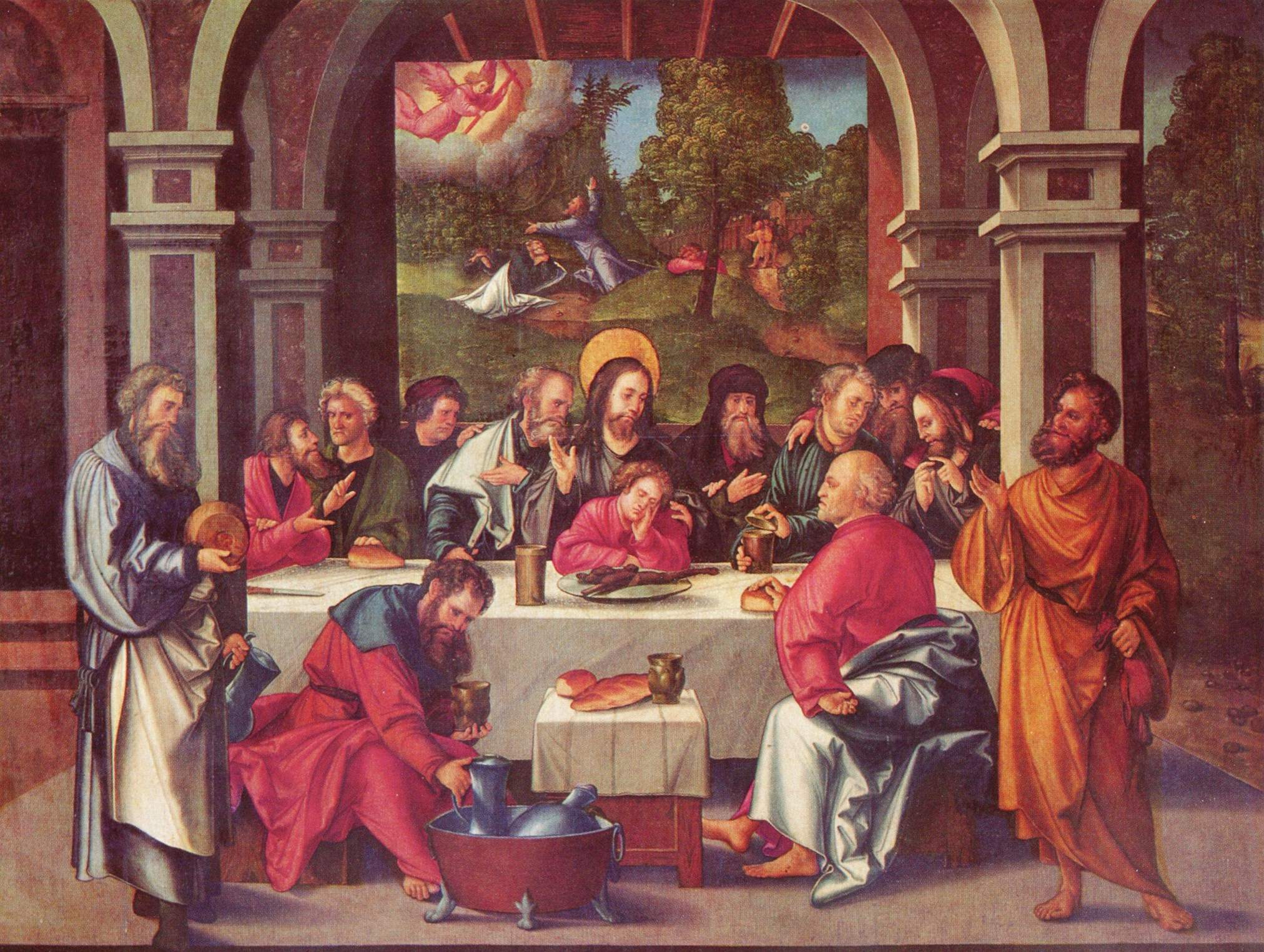
Ostatnia Wieczerza (1515)

Hans Leonhard Schäufelein lub Schäuffelein (ur. ok. 1482 w Norymberdze, zm. między 1538 a 1540 w Nördlingen) – niemiecki malarz, rysownik  i grafik okresu renesansu.

## Życiorys
Był uczniem Michaela Wolgemuta i asystentem Albrechta Dürera.
W l. 1503-07 działał w Norymberdze. W l. 1507-08 pracował w warsztacie Hansa Holbeina w Augsburgu. Następnie wyjechał do Tyrolu. W 1514 zorganizował własny warsztat w Nördlingen, gdzie w 1515 otrzymał stanowisko malarza miejskiego.

## Twórczość
Wykonywał liczne obrazy ołtarzowe i portrety oraz wielkoformatowe drzeworyty. Tworzył też epitafia obrazowe, rysunki do drzeworytów, ryciny książkowe oraz karty do gry. Ilustrował m.in. dzieła Ulricha Pindera: Der beschlossen gart des rosenkrantz Mariae (Norymberga 1505) – 337 drzeworytów oraz Speculum passionis domini nostri Ihesu christi (Norymberga 1507) – 29 drzeworytów. Na zamówienie cesarza Maksymiliana I wykonał cykle drzeworytów do ówczesnych dzieł literackich: Theuerdank (od 1511), Triumphzug (od 1512), Weisskunig (od 1514). W ratuszu w Nördlingen zachował się jego fresk o tematyce biblijnej: Zwycięska obrona miasta Betulii przeciwko Holofernesowi (1515).
Tworzył pod wpływem Albrechta Dürera, Hansa Holbeina, Lucasa Cranacha St. i Jörga Breu.

## Dzieła
- Chrystus żegna się z Matką  Boską -  1504-05, 47,5 x 18,6 cm, Gemäldegalerie, Berlin
- Św. Hieronim na pustyni -  1504-05, 47 x 35 cm, Gemäldegalerie, Berlin
- Portret mężczyzny -  1505, Galeria Borghese, Rzym
- Narodziny Chrystusa -  1506-7, 132 × 120 cm, Kunsthalle w Hamburgu
- Portret mężczyzny -  1507, 40 × 32 cm National Gallery of Art, Waszyngton
- Portret młodego mężczyzny w żółtym kaftanie -  ok. 1507, 41 × 31,5 cm, Muzeum Narodowe w Warszawie
- Pokłon pasterzy -  ok. 1510, 58 × 56,6 cm, Museum of Art, Cleveland
- Zaśnięcie NMP -  ok. 1510, 140 × 135 cm, Metropolitan Museum of Art, Nowy Jork
- Ostatnia Wieczerza -  1511, 81,5 x 109,5 cm, Gemäldegalerie, Berlin
- Głowa brodatego mężczyzny (Apostoł Paweł?) -  1511, 28 × 21 cm, Germanisches Nationalmuseum, Norymberga
- Ostatnia Wieczerza -  1515, 129 × 176 cm, Katedra w Ulm
- Modlitwa w Ogrójcu -  1516, Stara Pinakoteka, Monachium
- Portret Alexandra Hummela -  1531, Staatsgalerie, Augsburg
- Święty Hieronim -  Germanisches Nationalmuseum, Norymberga